# 戈羅季謝 (羅夫諾區)
50°37′56″N 26°22′52″E / 50.63222°N 26.38111°E
戈羅季謝（烏克蘭語：Городище）是位於烏克蘭西部里夫內州裏里夫內區的村莊，處於庫斯京卡河畔，始建於1940年，面積1.54平方公里，海拔高度252米，人口2,000。